# Theodor Duesterberg
Theodor Duesterberg (Darmstadt, 19 ottobre 1875 – Hameln, 4 novembre 1950) è stato un politico e militare tedesco.

## Biografia
Prese parte alla prima guerra mondiale come tenente colonnello, e nel primo dopoguerra fondò insieme all'amico Franz Seldte l'organizzazione paramilitare di destra Der Stahlhelm, diventandone vice-presidente. Nelle elezioni del 1932 fu candidato dallo Stahlhelm alla presidenza della Repubblica di Weimar, ottenendo solo il 6,8% dei voti, in parte anche per gli insistenti attacchi nazisti riguardanti le sue origini ebraiche.
Con la salita al potere del nazismo Hitler gli offrì un ministero, ma ricevette da lui un rifiuto. Diventò progressivamente ostile al nazismo, e durante la notte dei lunghi coltelli del 1934 fu arrestato e portato in un campo di concentramento per aver pubblicamente criticato la politica nazista. Nel dopoguerra pubblicò una memoria auto-apologetica, Der Stahlhelm und Hitler (L'elmetto d'acciaio e Hitler).